# Kerekegyháza
Kerekegyháza is een plaats (város) en gemeente in het Hongaarse comitaat Bács-Kiskun. Kerekegyháza telt 6222 inwoners (2007).